# Artikel 23 des Grundgesetzes für die Bundesrepublik Deutschland (1949)
Der Artikel 23 des Grundgesetzes für die Bundesrepublik Deutschland in der Fassung von 1949 ist ein inzwischen aufgehobener Grundgesetzartikel, der den Geltungsbereich des Grundgesetzes in der neu geschaffenen Bundesrepublik Deutschland regelte. Weiterhin galt er als Beitrittsartikel, der die Übernahme des Grundgesetzes für „andere Teile Deutschlands“ beziehungsweise später hinzugekommene Länder ermöglichte.

## Wortlaut des Artikels
Die ursprüngliche Fassung vom 23. Mai 1949 lautete:

„Dieses Grundgesetz gilt zunächst im Gebiete der Länder Baden, Bayern, Bremen, Groß-Berlin, Hamburg, Hessen, Niedersachsen, Nordrhein-Westfalen, Rheinland-Pfalz, Schleswig-Holstein, Württemberg-Baden und Württemberg-Hohenzollern. In anderen Teilen Deutschlands ist es nach deren Beitritt in Kraft zu setzen.“

## Regelung des Geltungsbereichs des Grundgesetzes
Obwohl durch die Vereinigung von Baden, Württemberg-Baden und Württemberg-Hohenzollern zu Baden-Württemberg 1952 ein neues Bundesland gebildet wurde und das Saarland 1957 der Bundesrepublik beitrat, blieb die Aufzählung der deutschen Bundesländer in Art. 23 Satz 1 GG a.F. und in der Formulierung der Präambel des Grundgesetzes bis 1990 unverändert.
Besondere Bedeutung hatte Artikel 23 für die Berlin-Frage. Denn während die Präambel des Grundgesetzes Berlin nicht erwähnte, nannte Artikel 23 ausdrücklich „Groß-Berlin“ als eines der Länder, in deren Gebiet das Grundgesetz „zunächst“ gelte. Im Genehmigungsschreiben der Militärgouverneure zum Grundgesetz vom 12. Mai 1949 wurde daraufhin der Vorbehalt formuliert, der Inhalt der Artikel 23 a.F. und 144 Abs. 2 GG werde dahingehend interpretiert, „[…] daß er die Annahme unseres früheren Ersuchens darstellt, demzufolge Berlin keine abstimmungsberechtigte Mitgliedschaft im Bundestag oder Bundesrat erhalten und auch nicht durch den Bund regiert werden wird, daß es jedoch eine beschränkte Anzahl Vertreter zur Teilnahme an den Sitzungen dieser gesetzgebenden Körperschaften benennen darf“.
Eine besondere Stellung nahm hierbei das Verhältnis zwischen den Viermächterechten und dem deutschen Verfassungsrecht ein: Erstere überlagerten dieses Bundesrecht „kraft Effektivität“, konnten es hingegen in „seiner innerstaatlich verpflichtenden Existenz“ nicht auslöschen und waren folglich kein „Superverfassungsrecht“. Die Bundesrepublik akzeptierte zwar die Siegerrechte ihrer drei Schutzmächte in politischer Hinsicht, weil sie unter den damaligen Umständen einziger Garant für den Fortbestand Deutschlands und die Sicherheit Berlins waren, aber eine eigene Rechtsgrundlage hatte man diesen nicht verschafft. Aus diesem Grund blieb „für alle Organe der Bundesrepublik Deutschland die Feststellung des Grundgesetzes bedeutsam, daß Berlin grundsätzlich ein Land [der Bundesrepublik] ist (Art. 23 [a.F. – dort ‚Groß-Berlin‘ genannt], 144 II GG), obgleich diese Rechtsauffassung von den Siegermächten nicht geteilt“ worden ist.
 „Aufgrund der engeren Fassung [des] Schreibens [der drei westlichen Militärgouverneure zum Grundgesetz], in dem von einer Suspendierung des Art. 23 nicht mehr die Rede war, setzte in der Bundesrepublik Deutschland die Auffassung sich durch, Art. 23 sei nicht suspendiert und (West-)Berlin daher ein Land der Bundesrepublik (BVerfGE 7, 1 [7, 10] …).“
Seit der Aufhebung des Artikels ergibt sich der Geltungsbereich des Grundgesetzes aus der durch den Einigungsvertrag geänderten Präambel.

## Beitrittsregelung
Praktische Anwendung fand die Beitrittsregelung dieses Artikels im Jahr 1957 beim Beitritt des Saarlands sowie 1990 bei der deutschen Wiedervereinigung.

### Saarland
Im Oktober 1955 wurde das lange vorbereitete zweite Saarstatut, das einen autonomen Saarstaat unter europäischer Verwaltung und als Zentrum eines vereinten Europas schaffen sollte, in einem Referendum unerwartet mit großer Mehrheit abgelehnt. Dieses Votum wurde allgemein als ein Ausdruck des Willens zu einem Beitritt zur Bundesrepublik Deutschland angesehen. Die unmittelbar darauf einberufenen Neuwahlen zum Landtag machten den Weg für den Beitritt frei. Am 13. und 14. Dezember 1956 beschloss der Landtag des Saarlandes den Beitritt nach Art. 23 GG a.F. In den folgenden Tagen wurden noch einige notwendige Anpassungen an der Verfassung des Saarlandes vorgenommen. Der Deutsche Bundestag beschloss daraufhin das Gesetz über die Eingliederung des Saarlandes. Das Saarland wurde damit am 1. Januar 1957 das zehnte Land (ohne Berlin) der damaligen Bundesrepublik.

### Deutsche Wiedervereinigung
Während die Verhandlungen über den Einigungsvertrag (EV) liefen, entbrannten unter Verfassungsrechtlern sowie in der Öffentlichkeit der beiden damaligen deutschen Staaten heftige Diskussionen über den besseren Weg: einen Beitritt nach Artikel 23 Satz 2 GG oder eine staatliche Neukonstituierung nach Art. 146 GG. Im August 1990 votierte die Volkskammer der Deutschen Demokratischen Republik (DDR) für den Beitritt nach Art. 23 GG – den Weg, den der damalige Bundesinnenminister Wolfgang Schäuble bevorzugt hatte und den auch Bundeskanzler Helmut Kohl als „Königsweg“ bezeichnete.
Im Zwei-plus-Vier-Vertrag vom 12. September 1990 wurde erklärt, dass die mit der Wiedervereinigung festgelegten Grenzen Deutschlands endgültig seien und dass keinerlei Gebietsansprüche gegen Drittstaaten geltend gemacht werden (dies betraf insbesondere die heute größtenteils zu Polen gehörenden früheren deutschen Ostgebiete). Die beiden damaligen deutschen Staaten verpflichteten sich, die Verfassung des vereinten Deutschland so zu gestalten, dass sie diesen Prinzipien nicht zuwiderläuft, und insbesondere die Präambel und die Artikel 23 und 146 des Grundgesetzes entsprechend anzupassen. Art. 23 a.F. wurde nach Art. 4 Nr. 2 EV, der gemäß Art. 45 EV mit beiderseitiger Ratifikation am 29. September 1990 in Kraft trat, mit dem Beitritt der DDR zur Bundesrepublik Deutschland, der am 3. Oktober 1990 wirksam wurde, aufgehoben.

## Entwicklung nach Aufhebung des Artikels
Vom 3. Oktober 1990 an gab es im Grundgesetz zunächst keinen Artikel 23 mehr. Durch ein Gesetz vom 21. Dezember 1992, das am 25. Dezember 1992 in Kraft trat, wurde der heutige Artikel 23 des Grundgesetzes, der sogenannte Europa-Artikel, an seiner Stelle neu eingefügt.